# Койварас

Койварас на карте штата.

Койварас (порт. Coivaras) — муниципалитет в Бразилии, входит в штат Пиауи. Составная часть мезорегиона Северо-центральная часть штата Пиауи. Входит в экономико-статистический микрорегион Терезина. Население составляет 3811 человек на 2010 год. Занимает площадь 485,496 км². Плотность населения — 7,85 чел./км².

## Демография
Согласно сведениям, собранным в ходе переписи 2010 г. Национальным институтом географии и статистики (IBGE), население муниципалитета составляет:
| Полное население                               | Полное население                               | Полное население                               | Полное население                               | 3811  |
| ---------------------------------------------- | ---------------------------------------------- | ---------------------------------------------- | ---------------------------------------------- | ----- |
| в том числе:                                   | Городское население                            | 1173                                           | Процент городского населения, %                | 30,78 |
|                                                | Сельское население                             | 2638                                           | Процент сельского населения, %                 | 69,22 |
|                                                | Мужское население                              | 1970                                           | Процент мужского населения, %                  | 51,69 |
|                                                | Женское население                              | 1841                                           | Процент женского населения, %                  | 48,31 |
| Плотность населения, чел/км²                   | Плотность населения, чел/км²                   | Плотность населения, чел/км²                   | Плотность населения, чел/км²                   | 7,85  |
| Население муниципалитета в % к населению штата | Население муниципалитета в % к населению штата | Население муниципалитета в % к населению штата | Население муниципалитета в % к населению штата | 0,12  |

По данным оценки 2016 года, население муниципалитета составляет 3930 жителей.

## Статистика
- Валовой внутренний продукт на 2003 год составляет 4 766 055,00 реалов (данные: Бразильский институт географии и статистики).
- Валовой внутренний продукт на душу населения на 2003 год составляет 1416,36 реалов (данные: Бразильский институт географии и статистики).
- Индекс развития человеческого потенциала на 2000 год составляет 0,587 (данные: Программа развития ООН).